# Ludwig Hoegner
Ludwig Hoegner (* 31. August 1979 in München) ist ein deutscher Photogrammeter und Informatiker. Seit 2022 ist er Professor für Geodäsie an der Hochschule für angewandte Wissenschaften München.

## Leben

### Herkunft
Ludwig Hoegners Urgroßvater, Wilhelm Hoegner, war der erste bayerische Ministerpräsident nach dem Zweiten Weltkrieg und zugleich der einzige für die SPD. Ludwig Hoegners Großvater, Harald Hoegner, saß für dieselbe Partei 40 Jahre im Bezirkstag von Oberbayern.

### Ausbildung und wissenschaftliche Karriere
Ludwig Hoegner besuchte von 1986 bis 1990 die Grundschule an der Rotbuchenstraße in Untergiesing-Harlaching und absolvierte 1999 das Abitur am Städtischen Theodolinden-Gymnasium. Anschließend leistete er seinen Zivildienst bei der Arbeiterwohlfahrt München-Stadt.
Daraufhin studierte er ab Oktober 2000 Informatik mit Nebenfach Elektrotechnik an der Technischen Universität München (TUM) und schloss im Dezember 2005 als Dipl.-Inf. ab. Ab Januar 2006 arbeitete er als wissenschaftlicher Mitarbeiter am Fachgebiet Photogrammetrie und Fernerkundung der TUM. Im März 2010 wurde er zum Akademischen Rat befördert. 2011 und 2012 gab er Vorlesungen an der TU Darmstadt. 2014 promovierte Hoegner an der Ingenieurfakultät Bau Geo Umwelt seiner Alma Mater über Automatische Texturierung von Fassaden aus terrestrischen Infrarot-Bildsequenzen zum Dr.-Ing.
Im März 2022 folgte der Ruf an die Hochschule für angewandte Wissenschaften München als Professor für Geodäsie.
Hoegner ist Sekretär der ISPRS Inter Commission Working Group II/III: Pattern Analysis in Remote Sensing. Seit 2020 ist er zudem Schatzmeister der Deutschen Gesellschaft für Photogrammetrie, Fernerkundung und Geoinformation.

### Politisches und gesellschaftliches Engagement
Hoegner ist Delegierter oder Ersatzdelegierter im Vorstand der Kreisgruppe München des Bund Naturschutz in Bayern und war zuvor ab 2015 deren Schatzmeister und später stellvertretender Vorsitzender.
Hoegner ist seit 1997 Mitglied der SPD und war bei den Jusos aktiv. Von 2002 bis 2008 war er Mitglied im Bezirksausschuss Untergiesing-Harlaching. Bei der Landtagswahl in Bayern 2003 kandidierte er auf Listenplatz 51. Bis 2009 war er außerdem im Vorstand der Münchner SPD.
Von 22. Juni 2015 bis 31. Januar 2017 war er als Nachrücker Mitglied im Bezirksausschuss Moosach. Er ist Beisitzer im Vorstand des SPD-Ortsvereins Moosach.
Hoegner ist Präsidiumsmitglied des Vereins Bayerische Einigung e.V. und wurde im März 2024 zum Vorsitzenden der Bayerischen Volksstiftung bestimmt.